# Карайм Бартлі
Карайм Бартлі (10 вересня 1995 , Lionel Townd ) — ямайський легкоатлет, що спеціалізується на спринті, призер чемпіонату світу.

## Виступи на основних міжнародних змаганнях
| Рік                | Змагання           | Місце проведення   | Місце              | Дисципліна                    | Результат          | Примітки           |
| Представник Ямайка | Представник Ямайка | Представник Ямайка | Представник Ямайка | Представник Ямайка            | Представник Ямайка | Представник Ямайка |
| ------------------ | ------------------ | ------------------ | ------------------ | ----------------------------- | ------------------ | ------------------ |
| 2021               | Олімпійські ігри   | Токіо, Японія      | 7 (з.)             | естафета 4×400 метрів         | 2.59.29            | SB                 |
| 2021               | Олімпійські ігри   | Токіо, Японія      | 7                  | змішана естафета 4×400 метрів | 3:14.95            |                    |
| 2022               | Чемпіонат світу    | Юджин, США         | 3 (з.)             | естафета 4×400 метрів         | 3:01.59            | [ 2 ]              |
| 2022               | Чемпіонат світу    | Юджин, США         | 5                  | змішана естафета 4×400 метрів | 3.12.71            | SB                 |